# Puerto Limón
Puerto Limón (röviden: Limón) város Costa Ricában, San Josétól közúton kb. 160 km-re keletre fekszik, a Karib-tenger partján. Az ország keleti részét kitevő Limón tartomány székhelye. Lakossága 61 ezer fő volt 2011-ben.
A város a karibi partvonal egy előreugró, sziklás szakaszára épült, ahol aránylag jó lehetőség kínálkozott kikötő létesítésére. Ma már az ország kereskedelmi forgalmának nagy része itt bonyolódik le; itt rakják hajókra a Központi-völgyben termelt kávét és a partvidék banánját.
A városnak és környékének afrikai eredetű lakossága máig is őrzi ősi hagyományait, táncait, énekeit. Ennek legszenvedélyesebb megnyilvánulását a minden október 10-12 között megrendezett limóni karneválon láthatjuk.
A város a népek olvasztóhelye, jelentős számú spanyol, jamaikai, olasz, antillai francia, német, kínai, zsidó, libanoni, török, brit, nicaraguai, kolumbiai, kubai ember él itt.

## Éghajlata
| Hónap | Jan. | Feb. | Már. | Ápr. | Máj. | Jún. | Júl. | Aug. | Szep. | Okt. | Nov. | Dec. | Év   |
| --- | ---- | ---- | ---- | ---- | ---- | ---- | ---- | ---- | ----- | ---- | ---- | ---- | ---- |
| Rekord max. hőmérséklet (°C) | 32,9 | 33,4 | 33,9 | 34,5 | 35,0 | 35,0 | 33,7 | 34,3 | 33,8  | 34,5 | 34,5 | 33,0 | 35,0 |
| Átlagos max. hőmérséklet (°C) | 28,8 | 29,1 | 29,7 | 30,1 | 30,4 | 30,3 | 29,6 | 30,1 | 30,6  | 30,4 | 29,4 | 28,9 | 29,8 |
| Átlagos min. hőmérséklet (°C) | 20,7 | 20,7 | 21,2 | 22,0 | 22,8 | 22,9 | 22,6 | 22,5 | 22,5  | 22,3 | 21,9 | 21,2 | 21,9 |
| Rekord min. hőmérséklet (°C) | 12,9 | 16,4 | 15,2 | 17,4 | 17,8 | 20,0 | 16,6 | 19,0 | 18,9  | 19,2 | 15,8 | 13,2 | 12,9 |
| Átl. csapadékmennyiség (mm) | 320  | 237  | 209  | 263  | 334  | 289  | 426  | 303  | 142   | 207  | 401  | 445  | 3575 |
| Havi napsütéses órák száma | 155  | 153  | 180  | 171  | 164  | 135  | 118  | 146  | 159   | 164  | 135  | 143  | 1822 |
| Forrás: Instituto Meteorologico Nacional (precipitation 1941–2012, temperatures 1970–2012, sun 1969–2012, humidity 1970–2012); Meteo Climat (extremes, 1941–present) |      |      |      |      |      |      |      |      |       |      |      |      |      |

## Nevezetes szülöttei
- Juan Cayasso Reid (* 1961), focista
- Jervis Drummond (* 1976), focista
- Patrick Pemberton (* 1982), focista
- Nery Brenes (* 1985), sportoló
- Dennis Marshall (1985–2011), focista
- Jairo Mora Sandoval (1987–2013), biológus
- Waylon D. Francis (* 1990), focista
- Yeltsin Tejeda (* 1992), focista

## Fordítás
- Ez a szócikk részben vagy egészben  a   Limón (ciudad) című spanyol Wikipédia-szócikk fordításán alapul.  Az eredeti cikk szerkesztőit annak laptörténete sorolja fel. Ez a jelzés csupán a megfogalmazás eredetét és a szerzői jogokat jelzi, nem szolgál a cikkben szereplő információk forrásmegjelöléseként.